# آندریا لامانتیا

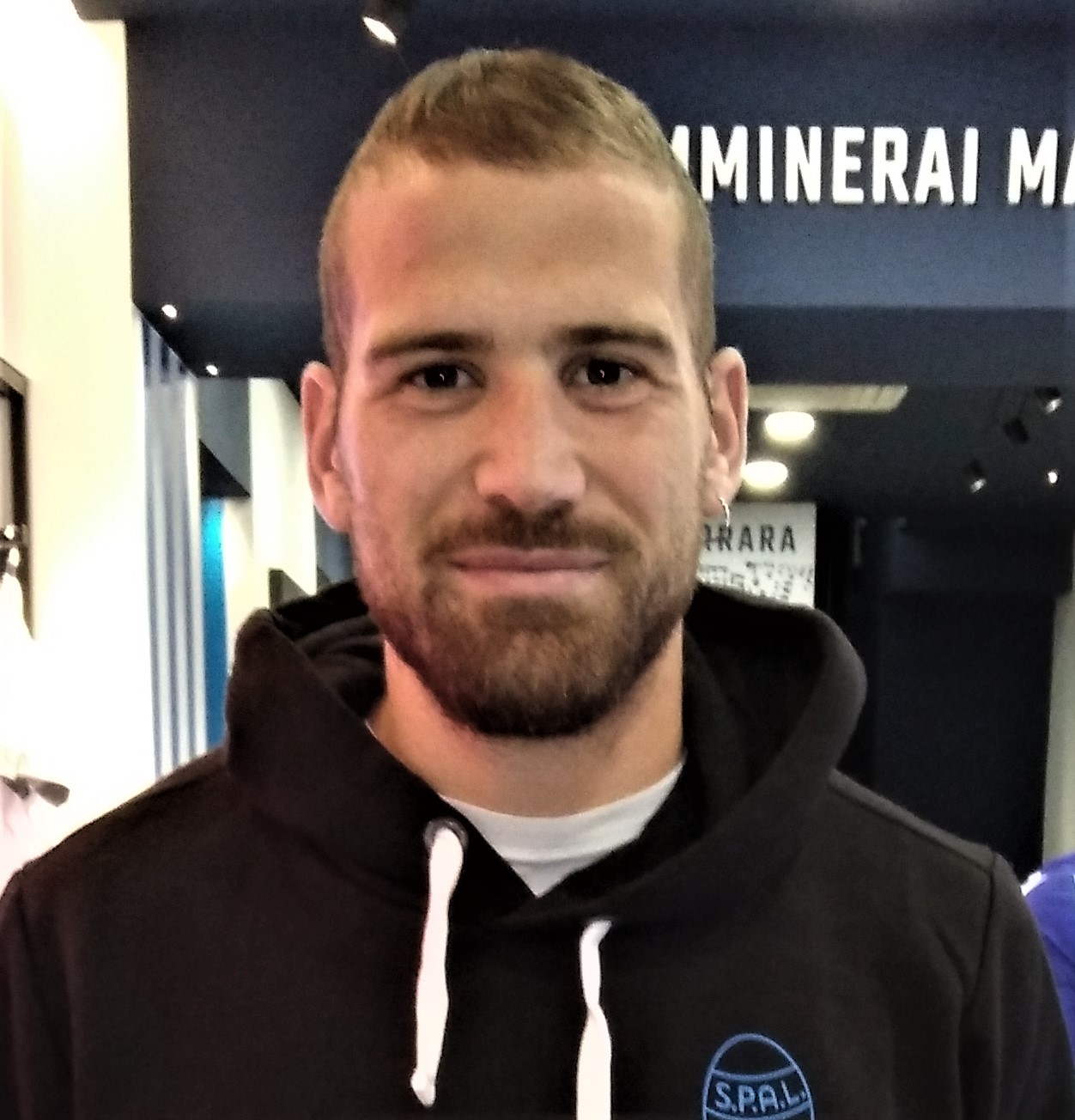
آندریا لامانتیا در سال ۲۰۲۲

آندریا لامانتیا (انگلیسی: Andrea La Mantia؛ زادهٔ ۶ مهٔ ۱۹۹۱) بازیکن فوتبال اهل ایتالیا است.
از باشگاه‌هایی که در آن بازی کرده‌است می‌توان به باشگاه فوتبال پرو ورچلی و باشگاه فوتبال لچه اشاره کرد.